# شارة الجرح
شارة الجرح ((بالألمانية: Verwundetenabzeichen)‏) كان وسامًا عسكريًا تم إصداره لأول مرة من قبل الإمبراطور الألماني فيلهلم الثاني في 3 مارس 1918، والذي تم منحه للجنود الجرحى أوالمصابين بقضمة الصقيع في الجيش الإمبراطوري الألماني، خلال الحرب العالمية الأولى. بين الحربين العالميتين، تم منحه لأفراد من القوات المسلحة الألمانية والقوات التي حاربت على الجانب القومي من الحرب الأهلية الإسبانية (1938-1939)، وتلقوا جروحًا مشابهة في القتال. وقد تم منحها لأعضاء في الريخوسفير (Reichswehr) والفيرماخت وشوتزشتافل ومؤسسات الخدمة المساعدة خلال الحرب العالمية الثانية. بعد شهر مارس من عام 1943، بسبب العدد المتزايد لقصف الحلفاء، تم منحه أيضًا للمدنيين الجرحى في الغارات الجوية. وقد تم منحه عندما كان الجرح نتيجة عمل عدائي معادي، باستثناء وجود قضمة الصقيع.

## مزيد من الإطلاع
- E.W.W. Fowler, Nazi Regalia (1992), Brompton Books Corp. (ردمك 1-55521-767-2)